# 글로벌사이버대학교
글로벌사이버대학교(글로벌사이버大學校, Global Cyber University)는 충청남도 천안시와 서울특별시 강남구에 소재한 대한민국의 사립 사이버대학이다.

## 연혁
2009년 10월, 글로벌사이버대학이 충청남도 천안시 일대에서 설립되었다. 이듬해 3월 1일 글로벌사이버대학교로 개교하였으며, 12월 서울캠퍼스를 개교하여 현재에 이르고 있다.
| 대학 연혁 | |
| 2023      | • 글로벌사이버대학교, 외교부 장관상 수상 지속가능발전목표(SDGs) 국제적 이행 부문 • 글로벌사이버대학교, 산업통상자원부 장관상 수상 산학협력우수 • 글로벌사이버대학교, 2023 대한민국 최고의 경영대상 수상 인재경영부문                                            |
| 2022      | • 글로벌사이버대학교 제1대 이승헌 총장, TV조선 '2022 한국의 영향력 있는 CEO' 인재경영 부문 3년 연속 수상 • 글로벌사이버대학교, 교육부총리 표창장 수여 (산학협력 혁신생태계 조성 공로) • 글로벌사이버대학교, 보건복지부 장관상 수상                              |
| 2021      | • 글로벌사이버대학교, 과학기술정보통신부 장관상 수상 •〈2021 미래사회 교육컨퍼런스〉, 21개 사이버대학 대표 발제 • 이승헌 총장, '2021 한국에 영향력 있는 CEO: 인재경영부문' 2년 연속 수상                                                                        |
| 2020      | • 이승헌 총장, '2020 한국에 영향력 있는 CEO: 인재경영부문' 선정 (TV조선) • 2020 교육부 성인학습자 직업직무역량강화 콘텐츠 개발사업 선정 (2년 연속) • 인도힌두스탄공과대학 학점교류 등 국제협력 MOU 체결 • 인공지능(AI) 학습용 데이터 구축사업 참여기관' 선정    |
| 2019      | • K-POP 홍보관 '팝콘(POP-KON)' 개원 (서울학습관) • 2019 뇌교육 융합심포지엄 개최 • 2019 한국산업안전보건공단 안전문화확산공모사업 선정 • 2019 교육부 성인학습자 직업직무역량강화 콘텐츠 개발사업 선정                                                           |
| 2018      | • 이승헌 총장, 엘살바도르 국가 최고상인'호세 시메온 카냐스(Jose Simeon Canas)'상 수상 • 이승헌 총장, 제56회 대한민국체육상(진흥상) 수상 • 충남도지사 이승헌 총장에 감사패 수여                                                                                  |
| 2017      | • 감정노동힐링365 온국민 실천다짐 선포식 및 캠페인 실시 • 글로벌사이버대학교-중국 유다(UDAP Solution). 한 중 뇌교육 국제협력 MOU 체결 • 재해예방을 위한 감정노동 근로자 권익캠페인                                                                              |
| 2016      | • 서울대병원 공동연구 감정노동 뇌교육 프로그램, 국제학술지 플로스원 게재 • UN - World Peace Leadership 개최 (뉴욕 유엔본부) • 미국 Wisconsin 주립대학교와 MOU체결 • 고용보험환급과정 승인 (감정노동 스트레스 관리프로그램) • 한국기술교육대학교 HRD-뇌교육 협약 |
| 2015      | • 2015 TV조선 경영대상 참교육경영 부문 대상 수상 • 정보보호 관리체계(ISMS) 인증 획득 • 웹 접근성 품질인증 마크(WA) 획득 |
| 2014      | • 미국 Western Washington 대학교와 학술교류협정(MOU) 체결 • 미국 Texas Wesleyan 대학교와 학술교류협정(MOU) 체결 • 필리핀 De La Salle Araneta 대학교와 학술교류협정(MOU) 체결                                                                                    |
| 2013      | • 이승헌 총장 제작 다큐멘터리 '체인지-생명전자의 효과' 인도네시아 "국제영화제 페스티벌 2013"에서 최고상인 골드어워드 등 5개 부문 수상 (프로듀서상, 감독상, 애니메이션상, 음악상) • 모바일학습 기반의 스마트러닝 시스템 구축 완료 및 운용 실시                   |
| 2012      | • 동양학 국제학술세미나 개최 (주제: 맹파명리의 이론과 응용) • 교과부 2012년 해외교육원조사업(ODA) 선정 |
| 2011      | • 서울학습관 스튜디오 구축 (촬영실2실, 녹음실2실) • 글로벌사이버대학교 컨소시엄 스마트러닝시스템 구축 및 운용선도대학 선정 • 교과부 2011년도 정책연구과제 주관 연구기관 선정                                                                                    |
| 2010      | • 글로벌사이버대학교 개교 초대 이승헌 총장 취임 • 서울학습관 개관 |
| 2009      | • 글로벌사이버대학 설립 인가 (교과부) |

## 교육편제
글로벌사이버대학교는 통합심리치료대학, 뇌교육대학, 글로벌문화예술대학, 휴먼라이프대학 등 4개 단과대학을 자체적으로 설정하고 14개 학과를 하위로 설치하고 있다. 한편, 사회복지학부, 스포츠건강학부, 경영학부, AI드론학부 등 4개 학부는 자체 설정한 단과대학 구분 없이 독립적으로 편제하고 있다.
• 4개 단과대학
| 통합심리치료대학   | 뇌교육대학         | 글로벌문화예술대학   | 휴먼라이프대학 |
| 뇌기반감정코칭학과 | 뇌교육학과         | 방송연예학과         | 동양학과       |
| 명상치료학과       | 브레인트레이닝학과 | 미디어콘텐츠창작학과 | 상담심리학과   |
|                    | 치매전문케어[a]    | 실용영어학과         | 선도문화학과   |
|                    |                    | 글로벌 K문화[a]      |                |
|                    |                    | AI콘텐츠[a]          |                |

• 4개 학부
| 사회복지학부        | 스포츠건강학부      | 경영학부 재테크·마케팅학과 | AI드론학부          |
| 노인복지[b]         | 스포츠지도[b]       | 재테크경영[b]              | AI컴퓨터정보통신[b] |
| 상담 및 건강복지[b] | 운동처방 및 관리[b] | 마케팅경영[b]              | AI메타버스[b]       |
| 복지시설경영[b]     | 뷰티&건강코칭[b]    | 120세경영[b]               | AI방과후교사[b]     |
| 가족복지[b]         | 요가및필라테스[b    |                            | AI드론[b]           |
| 치매전문케어[a]     | 실버케어[a]         |                            | AI콘텐츠[a]         |

[a] 1.1 1.2 1.3 1.4 연계전공
[b] 3.1 3.2 3.3 3.4 3.5 3.6 3.7 3.8 3.9 3.10 3.11 3.12 3.13 3.14 3.15 전공트랙